# Si j'étais roi
Si j'étais roi (título original en francés; en español, Si yo fuera rey) es una opéra-comique en tres actos con música de Adolphe Adam y libreto en francés de Adolphe d'Ennery y Jules-Henri Brésil. Se estrenó en el Théâtre Lyrique (Théâtre-Historique, Boulevard du Temple) de París el 4 de septiembre de 1852, inaugurándose con un reparto doble para permitir la representación en tardes posteriores (hizo la mitad de todas las representaciones en el Théâtre Lyrique en los últimos cuatro meses del año y alcanzó más de 170 representaciones en sus primeros diez años). La producción fue considerada lujosa, con caro vestuario y joyas lucidas por el reparto.
Luego se representó en Bruselas (1853), Nueva Orleans (1856), Turín (1858) y Surabaya (1864).
Aunque menos popular que Le Postillon de Lonjumeau, a menudo se considera la mejor obra de Adam. La obertura bien desarrollada fue bastante popular, particularmente en grabaciones. Los números vocales más destacados incluyen el aria para soprano "De vos nobles aïeux" y las coplas para barítono "Dans le sommeil, l'amour".
Esta ópera rara vez se representa en la actualidad; en las estadísticas de Operabase no aparece entre las óperas representadas en el período 2005-2010.

## Personajes
| Personaje                                                                       | Tesitura | Reparto del estreno, 4 de septiembre de 1852 (Director: — ) |
| ------------------------------------------------------------------------------- | -------- | ----------------------------------------------------------- |
| Néméa, princesa de Goa, hija del rey de Noa                                     | soprano  | Pauline-Désirée Dejon                                       |
| Zélide, hermana de Zéphoris                                                     | soprano  | Louise Rouvroy                                              |
| Zéphoris, un pescador                                                           | tenor    | Tallon                                                      |
| Moussol, rey de Goa, padre de Néméa                                             | barítono | Pierre-Marie Laurent                                        |
| Príncipe Kadoor, ministro del rey                                               | bajo     | François-Marcel Junca                                       |
| Piféar, un pescador                                                             | tenor    | Horace Menjaud, hijo                                        |
| Zizel, policía de la playa                                                      | bajo     | Ernest Leroy                                                |
| Atar, un ministro                                                               | bajo     | Lemaire                                                     |
| Pescadores, sus esposas, la corte, criados, consejeros, sacerdotes y ciudadanos |          |                                                             |